# Miruna Magar

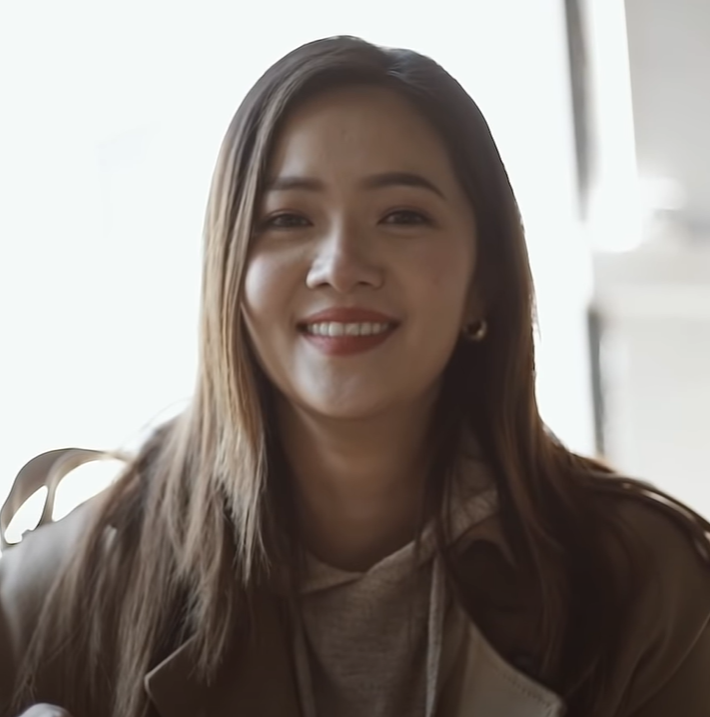
Miruna Magar (2022)

Miruna Lisara Magar (Nepali मिरुना लीसारा मगर; * 18. Juli 1994 in Hongkong) ist eine nepalesische Schauspielerin und Model.

## Biografie
Miruna Magar wurde in Hongkong geboren. Als sie zwei Jahre alt war, kehrte ihre Familie kehrte nach Nepal zurück. Ihre Familie stammt ursprünglich aus Dharan. Ihr Vater diente in den Royal Gurkha Rifles der britischen Armee. Mit zwölf Jahren wanderte sie mit ihrer Familie nach London aus und schloss dort ihre Schulausbildung ab. 2016 kehrte sie nach Nepal zurück.
Ihr Debüt gab sie 2018 in dem Film Lalpurja. Anschließend spielte sie 2019 in Saino mit. Im selben Jahr trat Magar in Cha Cha Hui auf. Außerdem bekam sie 2022 in dem Film Kabaddi 4: The Final Match die Hauptrolle. Unter anderem wurde Magar 2023 für den Film in Jaari gecastet.

## Filmografie
Filme
- 2018: Lalpurja
- 2018: Rose
- 2019: Saino
- 2019: Cha Cha Hui
- 2022: Kabaddi 4: The Final Match
- 2023: Jaari
- 2023: Nango Gau